# Guillem de Vallseca
Guillem de Vallseca, també conegut amb el seu nom llatinitzat Guilelmus a Vallesicca, (Barcelona, ? - Barcelona, 1420) fou un doctor en lleis català. Dedica els seus esforços a introduir el dret romà en la jurisprudència catalana.
La família Vallseca eren ciutadans honrats de Barcelona que tradicionalment havien tingut llocs a les institucions de la ciutat. Segurament va estudiar a la Universitat de Montpeller a la dècada dels 60.
El 1377 Pere el Cerimoniós el va nomenar advocat fiscal de Barcelona, de les corts del veguer, i de les corts del batlle de la ciutat, en substitució de Jaume Desfar. L'any següent el va nomenar també vice-canceller, càrrec que era en realitat l'autèntic gestor de la cancelleria reial. El 1380 el va enviar juntament amb Pere Sacalm com a ambaixador a Roma i Avinyó per tal de saber com havia començat el Cisma d'Occident dos anys abans, la informació havia de condicionar el posicionament del rei Pere i dels seus regnes. El seu fill, Joan I el Descurat, el va tornar a nomenar vice-canceller en el període 1393-1396. Quan es va morir Joan, Guillem de Vallseca fou un dels encausats en els processos legals contra diversos cortesans, però a diferència d'aquests no se l'acusava de corrupció ni malversació sinó simplement d'haver recomanat al monarca de no reunir Corts. Fou finalment absolt dels càrrecs.
Fou conseller en cap de Barcelona en quatre ocasions: 1387-1388, 1390-1391, 1399-1400 i 1405-1406. El 1391, essent conseller en cap, intentà sense èxit evitar l'assalt del call de Barcelona i protegir els jueus; probablement apadrinà la família del cartògraf Gabriel de Vallseca, a la qual donaria el cognom. Després de la mort sense hereu legítim de Martí l'Humà el 1410, va ser assessor del parlament català reunit a Barcelona i després a Tortosa durant tot l'interregne de 1410 a 1412. En un principi va ser designat com un dels sis ambaixadors dels catalans al parlament aragonès d'Alcanyís, però va renunciar-hi per raons de salut. Pel seu gran prestigi professional també va ser un dels nou compromissaris designats per reunir-se a Casp i decidir el futur rei de la Corona d'Aragó. Va votar pel candidat Jaume II comte d'Urgell.

## La seva obra
Va ser un home de lleis famós i va deixar diverses obres escrites. Les més destacables són unes glosses als Usatges de Barcelona; uns comentaris sobre les Constitucions de Catalunya; i se sap que treballà en un tractat sobre el Cisma d'Occident, que havia seguit de tan a prop.
- Glossae in aliquos Vsaticos Barcinonenses
- Monasterio de El Escorial. Eds.: AMORÓS, Antiquiores (Barcelona 1544).
- Glossae siue postillae G. de Vallseca, G. de Podio, G. Praepositi et aliorum super constitutionibus Alfonsi III regis in curia Montisalb
- Quaestiones iuris in sui materia ualde utiles
- Stemma Comitum Barcinonensium
- De adulteriis secundum iura patriae in Catalonia tractatus